# Gerd Röpke
Gerd Röpke (* 10. August 1941 in Quedlinburg) ist ein deutscher theoretischer Physiker und emeritierter Professor der Universität Rostock.

## Leben und Werk
Gerd Röpke studierte nach dem Abitur von 1959 bis 1964 Physik an der Karl-Marx-Universität Leipzig. Nach seiner Promotion zum Dr. rer. nat. auf dem Gebiet der theoretischen Physik (Über die Berechnung der Energiewerte und Übergangswahrscheinlichkeiten des mehrzeitigen anharmonischen Oszillators mittels funktionaler Integration) im Jahr 1966 war er bis 1977 wissenschaftlicher Oberassistent an der Sektion Physik der Technischen Universität Dresden. 1973 habilitierte er sich dort mit der Arbeit Zur Berechnung magnetischer Momente und ihrer Dynamik in einigen Modellen des Festkörpermagnetismus. 1977 ging er an die Universität Rostock, wurde dort zunächst Hochschuldozent und 1987 zum außerordentlichen und 1992 zum ordentlichen Professor berufen. 2009 wurde er emeritiert.
Gerd Röpke veröffentlichte bisher mehr als 400 wissenschaftliche Aufsätze in Fachzeitschriften und Tagungsbänden. Außerdem war er Autor bzw. Koautor mehrerer Monographien. Seine Hauptarbeitsgebiete sind die Statistische Physik, die Festkörper- und Plasmaphysik sowie die Kernphysik.

## Funktionen
Röpke wurde nach der Wende erster Präsident der Physikalischen Gesellschaft der DDR. Anschließend war er von 1991 bis 1994 Vorstandsmitglied der Deutschen Physikalischen Gesellschaft (DPG). Von 1990 bis 1994 war er Mitglied im Wissenschaftsrat. Außerdem war Röpke von 1991 bis 1994 Mitglied des Wissenschaftlichen Rats des Deutschen Elektronen-Synchrotrons (DESY) in Hamburg und von 1994 bis 1997 stellvertretender Direktor des Bogoljubov Laboratoriums für Theoretische Physik des Vereinigten Instituts für Kernforschung in Dubna.
Im Dezember 1989 wurde er in Rostock Mitglied des Unabhängigen Untersuchungsausschusses zur Entmachtung und Aufdeckung der Praktiken des Staatssicherheitssystems.

## Ehrungen
- 1999: Verdienstorden der Bundesrepublik Deutschland, Verdienstkreuz am Bande[3]
- 2000: Gay-Lussac-Humboldt-Preis des französischen Ministeriums für Bildung und Forschung
- 2010: Ehrennadel der Deutschen Physikalischen Gesellschaft
- 1999: Auswärtiges Wissenschaftliches Mitglied des Max-Planck-Instituts für Kernphysik in Heidelberg
- 2000: Korrespondierendes Mitglied der Sächsischen Akademie der Wissenschaften zu Leipzig

## Werke (Auswahl)
- W. D. Kraeft, D. Kremp, W. Ebeling, G. Röpke: Quantum Statistics of Charged Particle Systems. Springer, Berlin 1986, ISBN 978-0-306-42190-7, S. 298 (englisch).
- D.N. Zubarev, V.G. Morozov, G. Röpke: Statistical Mechanics of Non-Equilibrium Processes, Vol. 1: Basic Concepts, Kinetic Theory. Akademie-Verlag, Berlin 1996, ISBN 3-05-501708-0; Vol. 2:  Relaxation and Hydrodynamic Processes, Akademie-Verlag, Berlin 1997, ISBN 3-05-501709-9.
- J. Schmelzer, G. Röpke, R. Mahnke: Aggregation Phenomena in Complex Systems. Wiley-VCH, Weinheim u. a. 1999, ISBN 3-527-29354-X.
- G. Röpke: Statistische Mechanik für das Nichtgleichgewicht. Deutscher Verlag der Wissenschaften, Berlin 1987, ISBN 3-326-00042-1.